# Аліса в Країні Чудес (фільм, 1951)
«Аліса в Країні Чудес» — мультфільм, створений компанією Волта Діснея 1951 року, адаптація книг англійського письменника Льюїса Керрола «Аліса у Дивокраї» й «Аліса в Задзеркаллі».

## Сюжет
Десятирічна дівчинка Аліса, заснувши, бачить уві сні білого кролика. Аліса біжить за ним, і, мимоволі потрапляє до Країни Чудес, де з нею відбуваються дуже неймовірні речі.
Історія в загальних рисах повторює казку Льюїса Керролла «Аліса в Країні чудес» (кімната закритих дверей — дім Білого Кролика — Божевільне чаювання — крокет у Королеви Хробаків). Однак, є різниця. Так, відсутня Герцогиня і Валет. У кімнаті закритих дверей Аліса не бачить Чудесного Саду, а лише переслідує Білого Кролика. Вибравшись на берег Моря Сліз, вона зустрічає братів Труляля і Траляля («Аліса в Задзеркаллі»), а потім потрапляє в будинок Білого Кролика, який плутає її зі служницею Мері Ен. Крім цього, Чеширський Кіт виконує баладу «Бармаглот» («Аліса в Задзеркаллі»).

## Ролі озвучували
| Персонаж            | Оригінальна озвучка |
| ------------------- | ------------------- |
| Капелюшник          | Ед Уїнн             |
| Гусениця            | Річард Хейдн        |
| Чеширський Кіт      | Стерлінг Голлоуей   |
| Шалений Заєць       | Джеррі Колона       |
| Червова Королева    | Верна Фелтон        |
| Морж                | Пет О'Меллі         |
| Тесля               | Пет О'Меллі         |
| Мама-устриця        | Пет О'Меллі         |
| Труляля             | Пет О'Меллі         |
| Траляля             | Пет О'Меллі         |
| Додо                |                     |
| Білий Кролик        |                     |
| Сестра Аліси        | Хезер Ейнджел       |
| Дверна ручка        | Джозеф Кернс        |
| Ящірка Білль        | Ларрі Грей          |
| Птиця на дереві     | Квіні Леонард       |
| Король Червів       | Дінк Траут          |
| Роза                | Доріс Ллойд         |
| Соня                | Джеймс МакДональд   |
| Карти-фарбувальники | The Mellomen        |
| Інші карти          | Дон Барклей         |

## Український дубляж
- Єлизавета Мастаєва — Аліса
- Назар Задніпровський — Кролик
- Володимир Терещук — Чеширський кіт
- Тетяна Зіновенко — Червова дама
- Микола Луценко — Капелюшник
- Олександр Погребняк — Заєць
- Павло Костіцин — Гусінь
- Володимир Кокотунов — Додо
- Андрій Альохін — Круть-Верть і Верть-Круть
  - А також: Олег Лепенець, Дмитро Завадський, Євген Сінчуков, Павло Скороходько, Лідія Муращенко, Людмила Ардельян та інші.

Мультфільм дубльовано студією «Le Doyen» на замовлення компанії «Disney Character Voices International» у 2018 році.
- Режисер дубляжу — Максим Кондратюк
- Перекладач тексту та пісень — Роман Дяченко
- Музичний керівник — Тетяна Піроженко
- Звукорежисер — Михайло Угрин
- Координатор проєкту — Мирослава Сидорук
- Диктор — Кирило Нікітенко

## Нагороди
| Список номінацій і нагород мультфільму «Аліса в Країні чудес». | Список номінацій і нагород мультфільму «Аліса в Країні чудес». | Список номінацій і нагород мультфільму «Аліса в Країні чудес». | Список номінацій і нагород мультфільму «Аліса в Країні чудес». |
| Премія                                                         | Номінація                                                      | Номінант                                                       | Результат                                                      |
| -------------------------------------------------------------- | -------------------------------------------------------------- | -------------------------------------------------------------- | -------------------------------------------------------------- |
| Венеційський кінофестиваль (1951)                              | Золотий лев                                                    | Клайд Джероміні, Уілфред Джексон, Хемильтон Ласке              | номінант                                                       |
| Оскар (1952)                                                   | Найкраща музика до музикального фільму                         | Олівер Воллес                                                  | номінант                                                       |